# Siikajärvet (Pajala socken, Norrbotten)
Siikajärvet är en sjö i Pajala kommun i Norrbotten och ingår i Torneälvens huvudavrinningsområde. Siikajärvet ligger i Torne och Kalix älvsystem Natura 2000-område.